# Gleb Karpenko
Gleb Karpenko (Narva-Jõesuu, 27 oktober 2001) is een Estisch wielrenner die anno 2025 rijdt voor Quick Pro Team.

## Carrière
Karpenko won in 2019 onder anderen het Estisch kampioenschap tijdrijden bij de junioren en het eindklassement van de Sint-Martinusprijs. Een jaar later won hij het Estisch kampioenschap tijdrijden bij de Elite. In 2022 wist hij de nationale titel bij het tijdrijden van de beloften te bemachtigen. In 2024 ging hij rijden bij de Mongoolse wielerploeg Ferei Quick-Panda Podium Mongolia Team. Hier reed hij samen met onder andere zijn landgenoten Martin Laas en Mihkel Räim.

## Palmares
2019
3e etappe La Coupe du Président de la Ville de Grudziądz, junioren
 Estisch kampioenschap tijdrijden, junioren
3e etappe deel a Sint-Martinusprijs, junioren
Eindklassement Sint-Martinusprijs, junioren
2020
 Estisch kampioenschap tijdrijden, elite
2022
 Estisch kampioenschap op de weg, U23

## Ploegen
- 2020 –  Tartu 2024-Balticchaincycling.com
- 2021 –  Tartu 2024-Balticchaincycling.com
- 2022 – Geen ploeg
- 2023 –  Materiel-Velo.com
- 2024 –  Ferei Quick-Panda Podium Mongolia Team
- 2025 –  Quick Pro Team